# Acetes binghami
Acetes binghami är en kräftdjursart som beskrevs av Martin D. Burkenroad 1934. Acetes binghami ingår i släktet Acetes och familjen Sergestidae. Inga underarter finns listade i Catalogue of Life.